# 핫헤드 게임스
핫헤드 게임스(영어: Hothead Games)는 캐나다 브리티시컬럼비아주 밴쿠버에 위치한 인디 게임 개발사이며 배급사이다. 핫헤드는 웹툰 페니 아케이드를 원작으로 한 롤플레잉/어드벤처 게임 온 더 레인-슬릭 프리시피스 오브 다크니스로 유명하다. 핫헤드 사는 전자 소프트웨어 배급을 통해 에피소드 형식으로 발매하고, 게임에 더 쉽게 접근하게 하는 것에 초점에 두고 있다.

## 게임
- 온 더 레인-슬릭 프리시피스 오브 다크니스
- 브레이드 (맥 OS X로 포팅)
- 데스스팽크
- 스웜